# Monogrammiste IS
Le monogrammiste IS est le nom donné à un artiste peintre anonyme actif de 1633 à 1658.